# CMP-N-acetilneuraminat monooksigenaza
-acetilneuraminat monooksigenaza (EC 1.14.18.2, -acetilneuraminska kiselina hidroksilaza, CMP-Neu5Ac hidroksilaza, citidin monofosfoacetilneuraminatna monooksigenaza, N-acetilneuraminska monooksigenaza, citidin-5'-monofosfat-N-acetilneuraminska kiselina hidroksilaza) je enzim sa sistematskim imenom CMP-N-acetilneuraminat,ferocitohrom-b5:kiseonik oksidoreduktaza (N-acetil-hidroksilacija). Ovaj enzim katalizuje sledeću hemijsku reakciju
-acetilneuraminat + 2 ferocitohrom b5 + O2 + 2 + {\displaystyle \rightleftharpoons } CMP-N-glikoloilneuraminat + 2 fericitohrom b5 + 2O
Ovaj enzim sadrži Riskijev tip [2] klastera i jedan dodatno mesto vezivanja gvožđa.

## Literatura
- Nicholas C. Price; Lewis Stevens (1999). Fundamentals of Enzymology: The Cell and Molecular Biology of Catalytic Proteins (Third изд.). USA: Oxford University Press. ISBN 019850229X.
- Eric J. Toone (2006). Advances in Enzymology and Related Areas of Molecular Biology, Protein Evolution (Volume 75 изд.). Wiley-Interscience. ISBN 0471205036.
- Branden C; Tooze J. Introduction to Protein Structure. New York, NY: Garland Publishing. ISBN 0-8153-2305-0.
- Irwin H. Segel. Enzyme Kinetics: Behavior and Analysis of Rapid Equilibrium and Steady-State Enzyme Systems (Book 44 изд.). Wiley Classics Library. ISBN 0471303097.
- William P. Jencks (1987). Catalysis in Chemistry and Enzymology. Dover Publications. ISBN 0486654605.

## Spoljašnje veze
- CMP-N-acetylneuraminate+monooxygenase на 